# Fârdea
Fârdea je obec v župě Timiș v Rumunsku. Žije zde přibližně 1 600 obyvatel. Součástí obce je i šest okolních vesnic.

## Části obce
- Fârdea – 524 obyvatel
- Drăgșinești – 141 obyvatel
- Gladna Montană – 118 obyvatel
- Gladna Română – 323 obyvatel
- Hăuzești – 122 obyvatel
- Mâtnicu Mic – 140 obyvatel
- Zolt – 194 obyvatel